# Equipe etíope na Copa Davis
A equipe etíope na Copa Davis representa a Etiópia na Copa Davis, principal competição de tênis masculina por equipes do mundo. É administrada pela Ethiopian Tennis Federation.